# رازق کولیف
رازق نبییویچ کولیف (به روسی: Радик Небиевич Кулиев، آوانگاری: متولد ۱۰ ژوئیهٔ ۱۹۹۲) کشتی‌گیر فرنگی‌کار تیم ملی بلاروس است.
از افتخارات وی می‌توان به کسب مدال نقره وزن ۸۰ کیلوگرم در مسابقات قهرمانی کشتی جهان ۲۰۱۷ اشاره کرد.

## مسابقات قهرمانی کشتی جهان ۲۰۱۷
کولیف در وزن ۸۰ کیلو مسابقات قهرمانی کشتی فرنگی جهان ۲۰۱۷ پاریس حاضر بود که ژائو گوهائو از چین، دانیل الکساندروف از بلغارستان، آسخات دیلمحمداف از قزاقستان و الوین مورسالیف کشتی‌گیر آذربایجانی را شکست داد و به فینال رسید. وی در فینال به ماکسیم مانوکیان ارمنی باخت و به مدال نقره بسنده کرد.